# Anthrenoides petrolinensis
Anthrenoides petrolinensis är en biart som beskrevs av Urban 2006. Anthrenoides petrolinensis ingår i släktet Anthrenoides och familjen grävbin. Inga underarter finns listade i Catalogue of Life.